# David Potts (Politiker)
David Potts Jr. (* 27. November 1794 in Warwick, Chester County, Pennsylvania; † 1. Juni 1863 ebenda) war ein US-amerikanischer Politiker. Zwischen 1831 und 1839 vertrat er den Bundesstaat Pennsylvania im US-Repräsentantenhaus.

## Werdegang
David Potts besuchte die öffentlichen Schulen in Pottstown unweit seines Geburtsortes Warwick. Danach arbeitete er in Warwick in der Eisenverarbeitung. Dabei stieg er bis zum Besitzer einer Eisenschmelzerei auf. Gleichzeitig schlug er eine politische Laufbahn ein. Zwischen 1824 und 1826 saß er als Abgeordneter im Repräsentantenhaus von Pennsylvania. Dabei war er Mitglied der kurzlebigen Anti-Masonic Party.
Bei den Kongresswahlen des Jahres 1830 wurde Potts im vierten Wahlbezirk des Staates Pennsylvania in das US-Repräsentantenhaus in Washington, D.C. gewählt, wo er am 4. März 1831 die Nachfolge von George Gray Leiper antrat. Nach drei Wiederwahlen konnte er bis zum 3. März 1839 vier Legislaturperioden im Kongress absolvieren. Seit dem Amtsantritt von Präsident Andrew Jackson im Jahr 1829 wurde innerhalb und außerhalb des Kongresses heftig über dessen Politik diskutiert. Dabei ging es um die umstrittene Durchsetzung des Indian Removal Act, den Konflikt mit dem Staat South Carolina, der in der Nullifikationskrise gipfelte, und die Bankenpolitik des Präsidenten.
Im Jahr 1838 verzichtete David Potts auf eine weitere Kongresskandidatur. Nach dem Ende seiner Zeit im US-Repräsentantenhaus nahm er seine früheren Tätigkeiten wieder auf. Er starb am 1. Juni 1863 in Warwick.